# Thomas Anders
Thomas Anders, vlastním jménem Bernd Weidung, (* 1. března 1963, Mörz) je německý zpěvák, zakládající člen skupiny Modern Talking.
Byl již v mládí talentovaným zpěvákem. V roce 1979 vyhrál s písní „Judy“ soutěž pro nové umělce. Ale ani tato píseň, ani další jeho projekty se nedají považovat za příliš úspěšné. Přesto podepsal smlouvu s nahrávací společností a později se setkal s Dieterem Bohlenem, se kterým založil skupinu Modern Talking.

## Diskografie

### Alba
- 1989 Different (Teldec)
- Thomas Anders (2007)1991 Whispers (East West Records)
- 1992 Down on Sunset (Polydor)

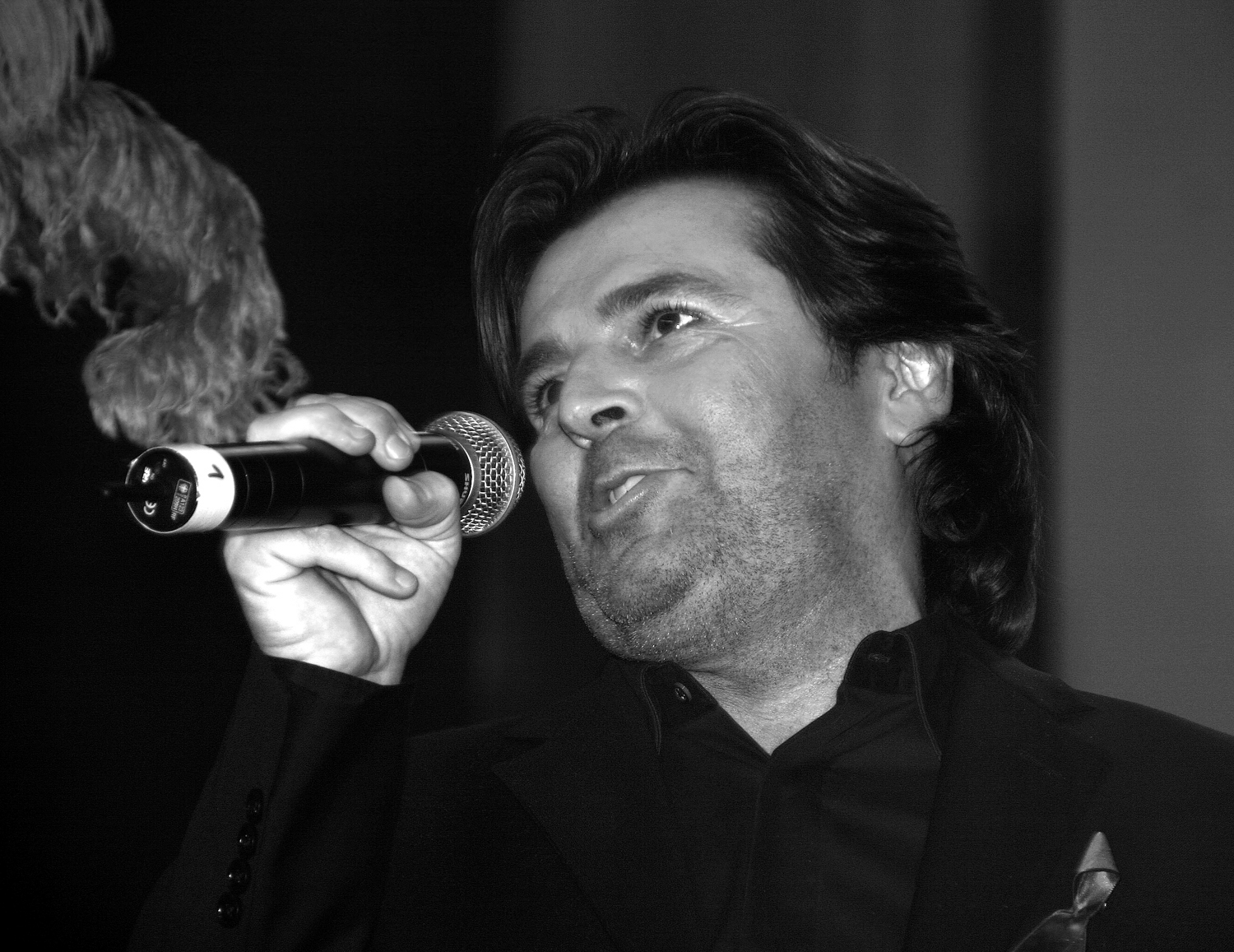
Thomas Anders (2007)

- 1993 When Will I See You Again (Polydor)

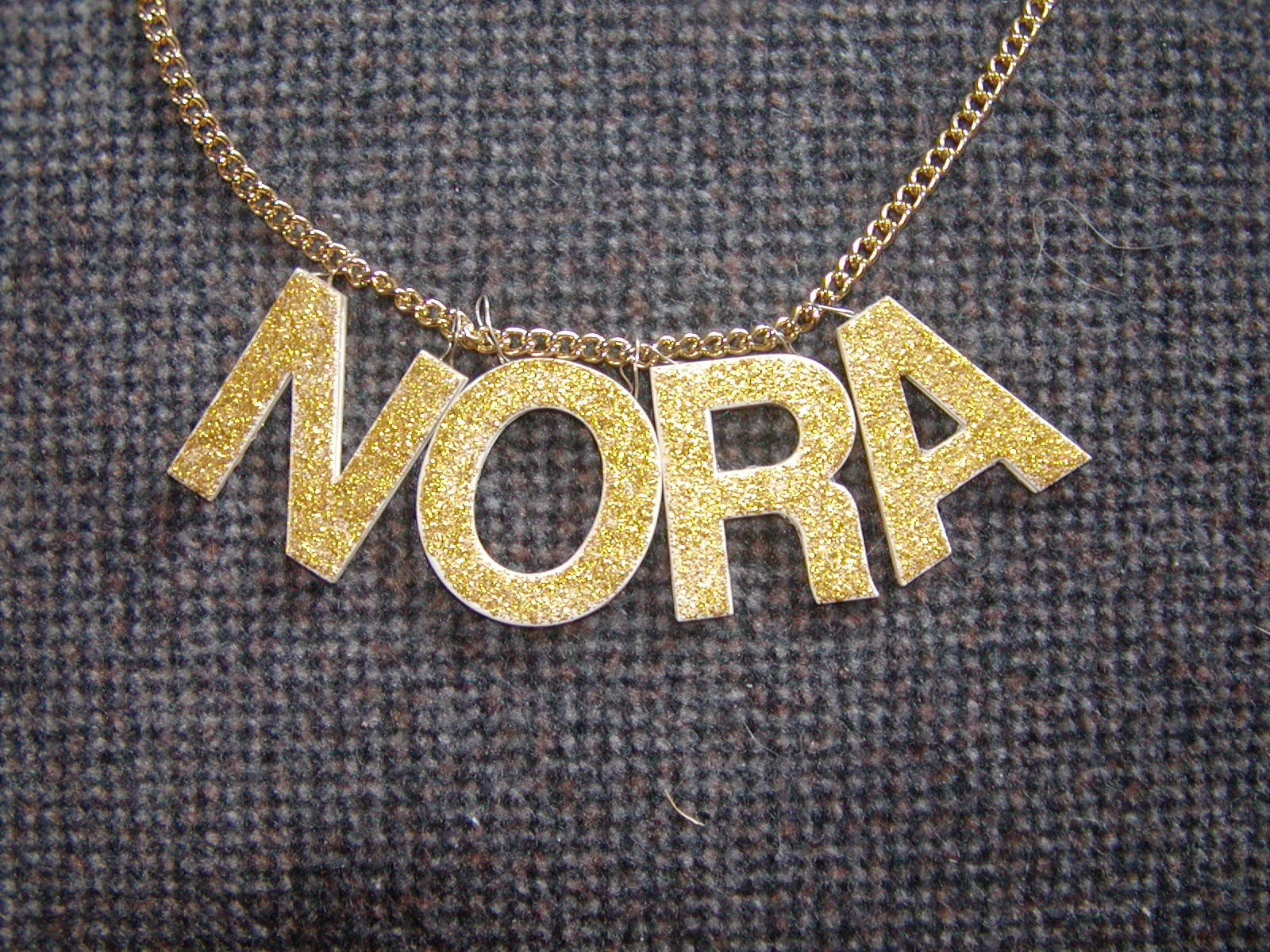
Náhrdelník se jménem Andresovy manželky, který Anders často nosil

- 1994 Barcos de Cristal (Polydor)
- 1995 Souled (Polydor)
- 1997 Live Concert (Panteon)
- 2004 This Time (BMG)
- 2006 Songs Forever (Edel)
- 2010 Strong

### Singles
- 1980 Judy (CBS)
- 1980 Du weinst um ihn (CBS)
- 1981 Es war die Nacht der ersten Liebe (CBS)
- 1982 Ich will nicht dein Leben (Hansa Records)
- 1983 Was macht das schon (Hansa Records)
- 1983 Wovon träumst du denn (Hansa Records)
- 1983 Heißkalter Engel (Hansa Records)
- 1984 Endstation Sehnsucht (Hansa Records)
- 1984 Es geht mir gut heut' Nacht (Hansa Records)
- 1989 Love Of My Own (Teldec)
- 1989 One Thing (Teldec)
- 1989 Soldier (Teldec)
- 1991 The Sweet Hello, The Sad Goodbye (East West Records)
- 1991 Can't Give You Anything (But My Love) (East West Records)
- 1991 Can't Give You Anything But My Love remix(East West Records)
- 1991 True Love (East West Records)
- 1992 How Deep Is Your Love (Polydor)
- 1992 Standing Alone (Polydor)
- 1993 When Will I See You Again (Polydor)
- 1993 I'll Love You Forever (Polydor)
- 1993 I'll Love You Forever - Remix (Polydor)
- 1994 The Love In Me (Polydor)
- 1994 The Love In Me - The Remixes (Polydor)
- 1994 Road To Higher Love (Polydor)
- 1995 Never Knew Love Like This Before (Polydor)
- 1995 A Little Bit Of Lovin (Polydor)
- 1995 Never Knew Love Like This Before - Remixes (Polydor)
- 2003 Independent Girl (BMG)
- 2004 King Of Love (BMG)
- 2004 Tonight Is The Night
- 2004 Just Dream (BMG)
- 2006 A Very Special Feeling

### DVDs
- 2006 Thomas Anders - The DVD-Collection